# Gennady Tumilovich
Gennady Tumilovich (en biélorusse : Генадзь Туміловіч, en russe : Геннадий Тумилович), né le 3 septembre 1971 à Minsk en Biélorussie, est un footballeur international biélorusse, devenu entraîneur à l'issue de sa carrière, qui évoluait au poste de gardien de but. 
Il est actuellement l'entraîneur des gardiens du FK Tosno depuis 2014.

## Biographie

### Carrière de joueur
Gennady Tumilovich dispute un match en Ligue des champions, et 3 matchs en Coupe de l'UEFA.

### Carrière internationale
Gennady Tumilovich compte 32 sélections avec l'équipe de Biélorussie entre 1998 et 2004. 
Il est convoqué pour la première fois par le sélectionneur national Mikhail Vergeyenko pour un match amical contre la Lituanie le 7 juin 1998 (victoire 5-0). Il reçoit sa dernière sélection le 18 février 2004 contre la Chypre (victoire 2-0).

## Palmarès

### En club
- Avec le Dinamo-2 Minsk
  - Champion de Biélorussie de D2 en 1992

- Avec le Dynamo Minsk
  - Champion de Biélorussie en 1994 et 1995
  - Vainqueur de la Coupe de Biélorussie en 1994

- Avec le Luch-Energiya Vladivostok
  - Champion de Russie de D2 en 2005

### Distinctions personnelles
- Élu Footballeur biélorusse de l'année en 2001